# Campionatul Mondial de Handbal Masculin din 2013
A 23-a ediție a Campionatului Mondial de Handbal Masculin a avut loc în Spania în perioada 11 - 27 ianuarie 2013. A fost pentru prima oară când Spania a fost gazda Campionatului Mondial de Handbal Masculin, devenind a 12-a țară care găzduiește competiția.
Titlul a fost câștigat de Spania, care a învins Danemarca cu scorul de 35-19.

## Clasamentul final
| Loc | Echipă         |
| --- | -------------- |
| 1   | Spania         |
| 2   | Danemarca      |
| 3   | Croația        |
| 4   | Slovenia       |
| 5   | Germania       |
| 6   | Franța         |
| 7   | Rusia          |
| 8   | Ungaria        |
| 9   | Polonia        |
| 10  | Serbia         |
| 11  | Tunisia        |
| 12  | Islanda        |
| 13  | Brazilia       |
| 14  | Macedonia      |
| 15  | Belarus        |
| 16  | Egipt          |
| 17  | Algeria        |
| 18  | Argentina      |
| 19  | Arabia Saudită |
| 20  | Qatar          |
| 21  | Coreea de Sud  |
| 22  | Muntenegru     |
| 23  | Chile          |
| 24  | Australia      |

## Legături externe
- en  Campionatul Mondial din 2013 la Federația Internațională de Handbal